# Зарубица, Деян
Деян Зарубица (черног. Дејан Зарубица / Dejan Zarubica; 11 апреля 1993, Никшич, СРЮ) — черногорский футболист, нападающий.

## Карьера
Деян является воспитанником «Сутьески». С 2007 до 2010 года играл в юношеском составе клуба в чемпионате до 17 лет
3 декабря 2012 года дебютировал в основном составе «Сутьески». Это случилось в домашнем матче против «Рудара». Зарубица вышел на поле на 90-й минуте встречи, заменив Шушняра. Тот матч закончился победой «Сутьески» 2:0.
В 2009 году был игроком сборной до 17 лет. Дебютировал 23 сентября в матче отборочного турнира к чемпионату Европы до 17 лет 2010 года против Хорватии.
В сборной до 19 лет выступает с 2011 года. Принял участие в отборочном турнире к чемпионату Европы (до 19 лет) 2012. Всего в его рамках сыграл 5 матчей.

## Достижения
- Чемпион Черногории (2): 2012/13, 2013/14